# Auguste-Antoine Durandeau
Pour les articles homonymes, voir Durandeau.
Auguste-Antoine Durandeau, né à Bordeaux le 30 juillet 1854, et mort le 18 novembre 1941 à Bourg-la-Reine où il résidait, est un peintre et décorateur français.

## Biographie
Élève d'Alexandre Cabanel, de Pierre-Victor Galland, de Jean-Marie Oscar Gué, d'Hector Hanoteau et d'Armand Beauvais, il expose au Salon des artistes français de 1883 à 1900. 
Son tableau Au jardin du Louvre présenté au Salon des Artistes en 1887 a été donné en 1892 au Musée des beaux arts de Tours par le banquier et collectionneur Alphonse de Rothschild,. Une nature morte de fleurs a également été donné par le Baron de Rothschild au Musée des beaux arts de Bordeaux ainsi qu'un paysage de La Nevoury, Environ de Granville (1889) au Musée départemental de Gap.
Son tableau Un coin de mon atelier exposé au Salon du Champ de Mars en 1891 a été acquis puis donné au Musée de Cahors en 1894 par Alphonse de Rothschild. 
Il restaure en 1894 les peintures du grand escalier du château de Saint-Martin-de-Seignanx.
Deux de ses toiles de la série Intérieur de l’Église des Jacobins de Toulouse en 1918 sont au musée du Louvre. L'une dédiée à Jean-Joseph Marquet de Vasselot, a été donnée au musée par ce dernier en 1933. L'autre dédiée à Paul Jamot a été acquise en 1941,. Ces toiles ont été réalisées alors que Paul Jamot était chargé de protéger les œuvres du Louvre cachées au couvent des Jacobins à Toulouse pendant la Première Guerre mondiale.
Il se marie le 10 juin 1899 à Jane Marie Lefebvre, également peintre sous le nom de Jane Durandeau. Ils ont un fils Jan ou "Jean" Durandeau, pilote d'avion renommé dans les années 1930, et instructeur de Paul-Émile Victor.